# Boris Godounov (opéra)
Pour les articles homonymes, voir Boris Godounov (homonymie) et Godounov.
Boris Godounov (en russe : Бори́с Годуно́в) est un opéra de Modeste Moussorgski, en deux versions (1869 et 1872), sur un livret russe du compositeur, fondé sur le drame du même nom d’Alexandre Pouchkine et sur l’Histoire de l'État russe de Karamzine.

## L'opéra
La musique est écrite dans un style russe qui reflète la connaissance qu'avait le compositeur de la musique populaire russe et qui rejette volontairement l'influence de l'opéra allemand et italien. Conforme aux ambitions esthétiques du Groupe des cinq, la musique de Moussorgski se caractérise par une conception entièrement nouvelle du rôle de l’orchestre et de la voix, qui tourne le dos à toutes les conventions et à tous les effets faciles utilisés jusque-là dans l’opéra.

### Le projet et les sources
À l’origine, Boris Godounov est le premier volet d’une trilogie d’opéras que Moussorgski projette d’écrire sur l’histoire de la Russie ; le deuxième sera réalisé avec la Khovantchina mais le troisième ne verra jamais le jour.
C’est son ami Vladimir Nikolski qui conseille au compositeur d’adapter le drame de Pouchkine qui raconte l’accession au pouvoir, à la fin du XVIe siècle, de l’usurpateur Boris Godounov, et les troubles qui se sont ensuivi. Pouchkine fonde sa pièce sur le personnage historique de Boris Godounov, découvert dans l’Histoire de l'État russe de Karamzine, mais il n’est que très peu fidèle à l’histoire réelle : le troisième fils d’Ivan le Terrible, Dimitri, héritier du trône, a bien été assassiné, mais Boris Godounov n’en a jamais été l’assassin. Pouchkine s’inspire plus volontiers du Macbeth de Shakespeare pour produire un drame sur la nature du pouvoir, sur le rôle des boyards toujours prêts à comploter contre le tsar, sur la place assignée au peuple, victime des jeux politiques.
Dans la pièce, Boris devient tsar après avoir fait assassiner l'enfant Dimitri, l'héritier légitime. Bien que Boris gouverne humainement, le pays sombre dans le chaos et la pauvreté. Un jeune moine vagabond, Grigori, se fait passer pour Dmitri et réussit à épouser Marina, femme noble originaire de Pologne, qui déguise sa volonté de puissance en amour passionné. Après avoir convaincu le roi de Pologne de sa légitimité, le faux Dimitri convainc les Polonais d'envahir la Russie. Boris, bourrelé de culpabilité et de remords et hanté par des hallucinations, sombre dans la folie et meurt en implorant la grâce divine.

### La composition de l’opéra et les différentes versions
Boris Godounov est le seul opéra achevé de Moussorgski. Ses ouvrages lyriques antérieurs (Salammbô, auquel il se consacre de façon intermittente entre 1863 et 1866, et Le Mariage dont il écrit le premier acte seulement en 1868) et postérieurs (La Khovantchina, commencée en 1872, ou La Foire de Sorotchintsy, d'après Gogol, entreprise en 1874) demeurent inachevés, souvent sans orchestration.

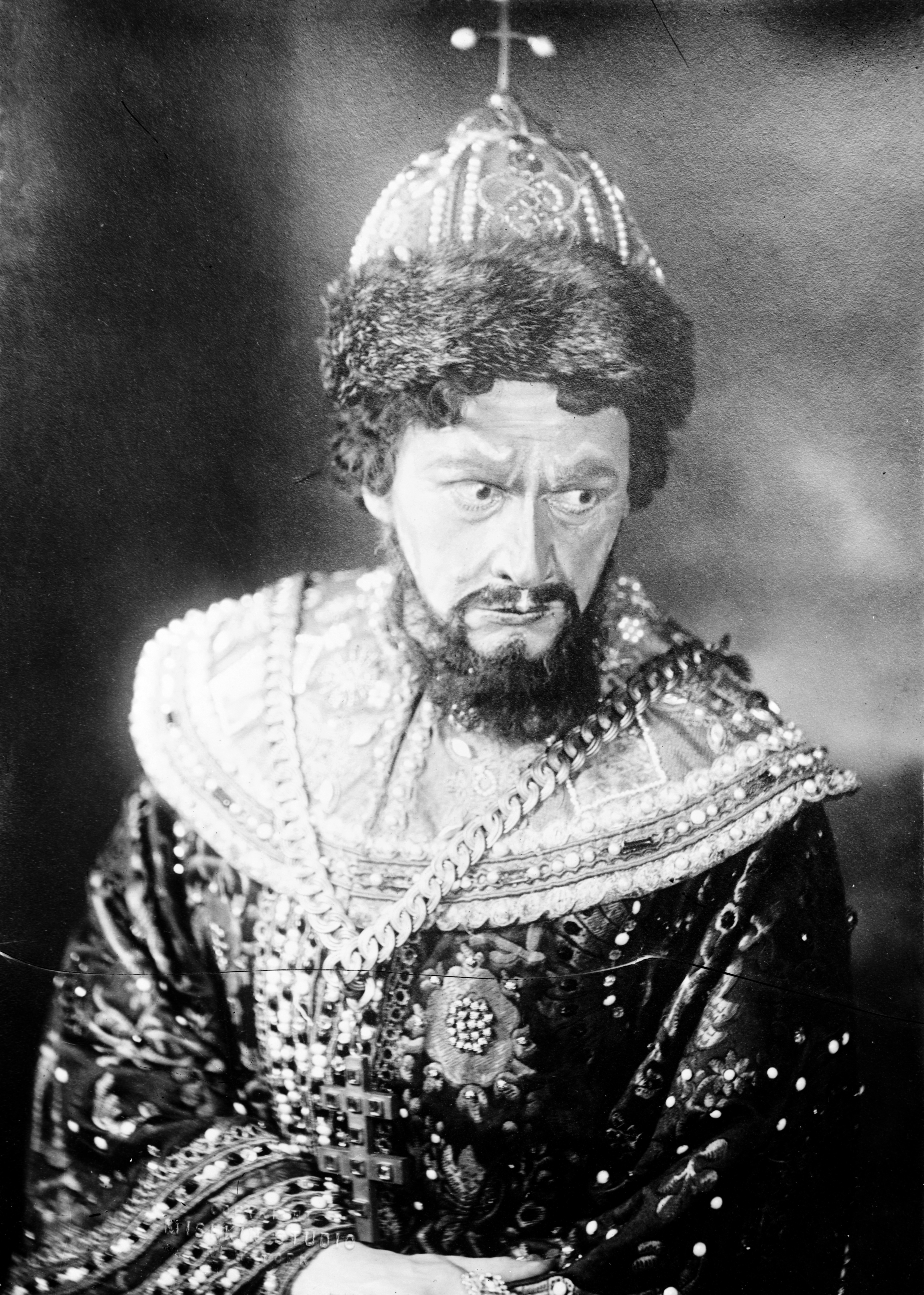
Adam Didur dans Boris Godounov

Boris Godounov est quant à lui entièrement écrit et orchestré de la main du compositeur. Il en existe cependant deux versions différentes, entièrement authentiques, et c’est même dans une troisième version, remaniée et réorchestrée par Rimski-Korsakov, que l’opéra est principalement connu et joué pendant les trois premiers quarts du XXe siècle.

#### Les deux versions de Moussorgski
L'œuvre de Moussorgski existe dans deux versions authentiques : une version primitive de 1868-1869 (en 7 scènes) qui n'a été représentée qu'en 1928 et une version fortement révisée de 1871-1872 (en un prologue et 4 actes), qui a été créée le 8 février (27 janvier dans le calendrier julien) 1874 au théâtre Mariinski de Saint-Pétersbourg.
Dans un premier temps, Moussorgski élabore lui-même le livret et réduit à sept les vingt-trois scènes que comporte la pièce originale, concentrant l’action sur la figure de Boris. Cette première mouture, présentée en novembre 1870, ne comporte aucun rôle féminin d’envergure ni de scène de ballet. Elle est refusée (à six voix contre une) par le comité de lecture du Théâtre Mariinski de Saint-Pétersbourg où l’œuvre devait être créée, sans doute jugée trop moderniste.
Moussorgski travaille alors à une nouvelle version, notamment en ajoutant un nouvel acte (acte III), dont l’action se déroule en Pologne et introduit, avec Marina, le personnage féminin manquant (ainsi qu’une polonaise). Cela revient à sacrifier, quoique habilement, au besoin conventionnel d’une histoire d’amour dans un opéra, mais Moussorgski garde les audaces musicales de sa partition initiale : prédominance des timbres graves, hardiesses harmoniques, présence du carillon dans la scène du couronnement, tonalité sombre, etc.
Par ailleurs, les scènes qui croissent et s’ajoutent finissent par déplacer le centre de gravité de l’opéra du personnage éponyme au peuple, qui devient la figure centrale : l’opéra se termine non sur la mort de Boris, mais sur une scène de foule, laissant le dernier mot à un nouveau personnage, l’Innocent (ou l’Idiot). Comme l'indique F. Bayer, « c’est une véritable refonte de l’œuvre tout entière que Moussorgski entreprend de réaliser ; une refonte qui concerne tout aussi bien la structure dramatique de l’ensemble que le détail de son énonciation musicale. »
Comme le confie Moussorgski lui-même dans une lettre à son ami le peintre Répine : « C’est le peuple que je veux peindre. Quand je dors, je le vois devant moi ; quand je mange, je pense à lui ; quand je bois, il ne cesse de m’apparaître encore et toujours, comme si je le percevais dans toute sa réalité, grand, nu, sans faux-brillant, sans masque et sans fard. Quelle richesse féconde, pour le musicien, que la langue du peuple ! Que de possibilités inépuisables s’ouvrent à qui se penche sur la vie réelle du peuple russe ! Il suffit de creuser assez avant et, si l’on est un véritable artiste, on se sent pris d’une folle envie de danser de joie ! »

#### Les versions ultérieures: Rimski-Korsakov et Chostakovitch
Après sa création 1874, l’opéra est repris (avec d’inévitables coupures) une quinzaine de fois jusqu’en 1882. Après la mort de Moussorgski survenue en mars 1881, Boris Godounov disparaît progressivement du répertoire du théâtre Marie, pendant plus de vingt ans. C’est le compositeur Nikolaï Rimski-Korsakov, membre lui aussi du Groupe des Cinq, qui se voit confier les partitions inachevées de son collègue et ami. À la fois conscient de la qualité et de la profondeur du génie de Moussorgski, mais aussi très critique vis-à-vis de ce qu’il considère comme des faiblesses techniques, voire un manque de professionnalisme musical, Rimski-Korsakov entreprend d’abord d’achever la Khovantchina avant de tourner ses regards vers Boris Godounov.
Après avoir réorchestré la « polonaise » de l’acte III, il entreprend une révision globale de la partition pour y ajouter sa science : la sonorité orchestrale qui résultera de cette révision sera plus flamboyante et plus brillante, mais aussi plus édulcorée, moins âpre et moins rude que les versions de Moussorgski. Surtout, Rimski-Korsakov effectue des coupes (la fin du premier tableau, la leçon de géographie à l’acte II) et des permutations (le dernier tableau redevient ainsi celui de la mort de Boris). Ce premier travail entrepris par Rimski occupe les années 1892-1896, en vue d’une représentation en 1901 à Moscou au théâtre Bolchoï.
Moyennement satisfait, Rimski reprend le travail dans la perspective de la création parisienne de l’opéra (en mai 1908) par la troupe de Serge de Diaghilev avec Chaliapine dans le rôle-titre. C’est cette version plus raffinée et plus efficace qui va assurer le succès de l’opéra. En 1927, le compositeur Ippolitov-Ivanov réorchestre même la scène devant le parvis de Saint-Basile (Acte IV, premier tableau) qui avait été supprimée par Rimski, ajoutant ainsi à la confusion en donnant la possibilité d’ajouter un tableau à l’une ou l’autre des deux versions de Rimski.
Plus tard, à la demande des autorités soviétiques, Dmitri Chostakovitch entreprendra à son tour une réorchestration de l’opéra, réalisée entre 1939 et 1941, et représentée au théâtre Kirov de Leningrad en 1959 seulement.
On peut ajouter, pour être complet, la version de Karol Rathaus entreprise pour une production du Metropolitan Opera de New York en 1953.
Pour synthétiser, c’est par la « seconde version Rimski » que l’opéra a d'abord acquis sa renommée en Europe et tout particulièrement en France pendant la majeure partie du XXe siècle. Cependant, les originaux « moins polis » de Moussorgski, avec leurs couleurs sombres et leurs bords rugueux, ressentis comme plus en adéquation avec l'histoire, sont devenus plus populaires. La plupart des représentations contemporaines et réalisations discographiques actuelles sont conformes à la seconde version de 1872, ou bien opèrent une synthèse entre la version de 1872 et quelques éléments de la « version primitive » : voir par exemple l’enregistrement par Claudio Abbado (avec Anatoly Kotcherga, SONY), qui se fonde sur les recherches entreprises par David Lloyd-Jones et publiées dans une partition éditée à Oxford en 1975. Un autre enregistrement de 1997 à l'Opéra de Kirov inclut quant à lui les deux versions avec différents chanteurs dans le rôle de Boris.

## Argument

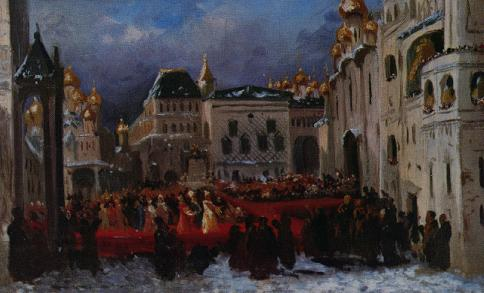
Projet de Bocharov pour la scène de la place de la Cathédrale dans Boris Godounov (1874).

### Version de 1869
La version de 1869 comporte sept scènes.

#### Scène 1.Novodievitchi
Dans le monastère où il fait retraite, Boris refuse la couronne de tsar que la foule, manœuvrée par les boyards et la police, le supplie d’accepter.

#### Scène 2. Place des Cathédrales
Sous les acclamations du peuple, Boris est couronné tsar.

#### Scène 3. Le couvent de Tchoudovo
Pendant que le moine Pimène rédige une chronique historique révélant l'assassinat du tsarévitch, Grigori s’éveille et exprime ses ambitions et ses rêves fous.

#### Scène 4. Une auberge à la frontière lituanienne
La police recherche Grigori, échappé du couvent de Tchoudovo et qui se trouve ici en compagnie de deux moines vagabonds et ivrognes. Reconnu, il s'échappe avec l’aide de l’hôtesse.

#### Scène 5. Palais duKremlin(appartements du tsar)
Boris est en famille avec Xenia et Fiodor. Chouïski lui annonce l’entreprise de Grigori, ce qui provoque chez Boris la remontée de ses remords et de ses angoisses.

#### Scène 6. Le parvis de lacathédrale Saint-Basile
Au milieu d’une foule qui crie misère, rencontre entre Boris et un innocent (Iourodivi) qui chante sa solitude et son désespoir.

#### Scène 7. LaDouma
Les boyards, convoqués par Boris, tiennent une assemblée mouvementée, habilement contrôlée par Chouïski. Boris, au comble de l’angoisse après un récit de Pimène, fait ses adieux et meurt.

### Version de 1872
La version de 1872 comporte quatre actes précédés d’un prologue.

#### Prologue

##### Premier tableau. La cour du couvent de Novodevitchi, près de Moscou, en 1598.
Le tsar Fiodor Ier étant mort sans héritier, le boyard Boris Godounov est pressenti pour lui succéder quoiqu’il semble vouloir refuser la couronne. Sur l’ordre d’un officier de police, Nikititch, et d’un haut dignitaire de la Douma, Chtchelkalov, la foule le supplie d’accepter. Alors qu’un édit annonce que l’on doit se trouver le lendemain matin sur place du Kremlin, le peuple répond en grommelant.

##### Deuxième tableau. La grande place de la cathédrale, à l’intérieur du Kremlin.
Le peuple acclame Boris Godounov, qui a finalement accepté la couronne. Mais le nouveau tsar semble soucieux, oppressé par de lugubres pressentiments. Malgré son tourment, il se dirige fièrement vers son couronnement dans la cathédrale d’Arkhangelsk.

#### Acte I

##### Premier tableau. Une cellule du monastère de Tchoudov, cinq ou six ans plus tard.
Le vieux moine Pimène travaille au dernier chapitre de la chronique des événements dont il a été le témoin au cours de sa longue existence. Près de lui, un jeune novice, Grigori, s’éveille, agité par un rêve effrayant : à Moscou, il se trouvait au sommet d’une haute tour de laquelle il tombait, irrité par les rires de la foule. Pimène le rassure et engage le jeune moine qui se plaint de sa vie recluse à ne point regretter les illusions de la vie mondaine. Il lui évoque la mort mystérieuse du tsarévitch Dimitri, fils d’Ivan le Terrible, héritier légitime du trône, que Boris Godounov aurait fait assassiner pour s’emparer du pouvoir. Grigori retient le fait que Dimitri aurait aujourd’hui à peu près son âge, vingt ans, et invoque la justice divine contre le tsar criminel.

##### Deuxième tableau. Une auberge à la frontière lituanienne.
Deux moines mendiants, Varlaam et Misaïl, entrent bruyamment dans une auberge, accompagnés de Grigori, qui s’est enfui du monastère. Poursuivi par la police, il cherche à passer la frontière. Pendant que les deux moines s’enivrent, la patronne de l’auberge dévoile à Grigori un passage secret menant en Lituanie. Une patrouille survient, à la recherche du moine fugitif. Les deux gardes-frontières montrent en vain aux deux vagabonds le mandat d’arrêt sur lequel figure la description du fuyard, qu’ils sont incapables de lire. Grigori tente alors de détourner les soupçons sur Varlaam mais, finalement démasqué , doit une nouvelle fois s’enfuir.

#### Acte II

##### Les appartements du tsar au Kremlin
Les enfants de Boris, Fiodor et Xenia, sont avec leur nourrice. Le tsarévitch consulte la carte de l’immense empire sur lequel il devra régner un jour. Sa sœur pleure la mort de son fiancé. Boris, en bon père, réconforte sa fille et conseille à son fils d’étudier avec sérieux. Il entame une méditation douloureuse sur le poids du pouvoir et les erreurs commises sous son règne. Entre alors le boyard Chouiski, un conseiller retors et ambitieux, qui annonce au tsar qu’un imposteur, se faisant passer pour le tsarévitch Dimitri, cherche à soulever le peuple contre Boris. Le tsar, terrorisé, ordonne à son fils de s’éloigner et donne l’ordre de fermer les frontières menant vers l’ouest. Il demande aussi à Chouiski de lui confirmer que le tsarévitch Dimitri est bien mort. Chouiski évoque alors avec une telle précision les détails du décès de l’enfant que Boris ne résiste pas au macabre récit. Il croit voir le fantôme de l’enfant assassiné qui le poursuit et s’effondre, implorant le pardon de Dieu.

#### Acte III

##### Premier tableau. Les appartements de Marina Mnizek au château de Sandomir, en Pologne.
L’ambitieuse Marina, fille d’un voïvode, espère séduire le soi-disant Dimitri, réfugié en Pologne, afin d’être couronnée tsarine à ses côtés. Son conseiller spirituel, le jésuite Rangoni, l’exhorte à manœuvrer afin de faire rentrer la Russie orthodoxe au sein de l’église catholique.

##### Deuxième tableau. Le jardin du château du voïvode Mnichek, près d’une fontaine.
Rangoni veut arranger un rendez-vous avec Marina pour Grigori. Celui-ci lui avoue, sans le vouloir, être amoureux de Marina. Ayant renvoyé ses invités et admirateurs venus à une fête, la jeune femme accueille froidement les déclarations enflammées du faux Dimitri et ne cache pas que seul le pouvoir l’intéresse et qu’elle ne consentira à son amour que s’il monte sur le trône du tsar à Moscou. Lorsque, poussé à bout par les railleries de Marina, le faux Dimitri affirme n’avoir aucun besoin d’elle pour conquérir le trône moscovite, elle se radoucit subitement et lui jure amour et fidélité. Dimitri est vite réduit à sa merci, sous le regard de Rangoni qui a assisté de loin à toute la scène.

#### Acte IV

##### Premier tableau. À Moscou, devant la cathédrale du Bienheureux Basile.
Le peuple affamé commente les nouvelles annonçant les victoires remportées par les troupes de l’imposteur. Une bande de gamins fait irruption, taquinant un pauvre innocent. Ils lui dérobent son dernier kopeck. Boris paraît sur le parvis et demande de prier pour lui, mais l’Innocent lui demande de tuer les enfants comme il a autrefois tué le tsarévitch. Boris retient les gardes qui se précipitaient sur l’Innocent, tandis que celui-ci refuse de prier pour le tsar meurtrier.

##### Deuxième tableau. Une salle dans le palais au Kremlin.
L’assemblée des boyards est réunie en séance extraordinaire pour condamner l’usurpateur. Chouiski fait allusion à l’état mental troublé de Boris. À ce moment, entre le tsar, halluciné, comme poursuivi par un fantôme. Chouiski introduit alors le moine Pimène, qui raconte qu’un miracle s’est produit : un berger aveugle a recouvré la vue près la tombe du tsarévitch. Cette révélation ébranle encore davantage l’esprit du tsar, qui s’effondre. Il fait chercher son fils Fiodor, le désigne comme son successeur, puis s’effondre, mourant, en implorant la grâce divine.

##### Troisième tableau. Une clairière dans la forêt de Kromy.
Une foule de vagabonds révoltés a capturé un boyard, Khroutchov, et le torture en l’abreuvant d’insultes et en entonnant des chants de louange sarcastiques. Les deux moines mendiants Varlaam et Misaïl accusent Boris de meurtre et incitent le peuple à proclamer Dimitri comme tsar légitime et à capturer deux jésuites passant par là. Le faux Dimitri arrive, accompagné d’une troupe de nobles polonais. La foule acclame le prétendant par des chants d’allégresse. Tandis que s’éloignent petit à petit les clameurs de victoire, s’élève la lamentation de l’innocent, qui resté seul pleure sur les malheurs éternels du peuple et de la Russie :

## Personnages
- Boris Godounov (baryton-basse dramatique) - Tsar de Russie, arrivé sur le trône en assassinant le jeune fils d’Ivan le Terrible ; cependant, il se sent coupable et gêné de son succès.
- Xenia (soprano) - La charmante fille de Boris.
- Fiodor (mezzo-soprano) - Le jeune fils de Boris, héritier du trône de son père.
- La nourrice (contralto) - Elle prend soin de Fiodor et Xenia, les enfants royaux.
- Le prince Vassili Chouïski (ténor) - Un prince astucieux. C’est un des conseillers les plus puissants du tsar qui n’a pas confiance en lui.
- Grigori (ténor) - Un moine fugitif qui se fait passer pour Dmitri, le tsarévitch (le fils du tsar) qui a été assassiné.
- L'Innocent (ténor) - Un fou-saint, la coutume russe lui permet d’exprimer ses idées sans aucune crainte de châtiment.
- Andreï Chtchelkalov (baryton) - Clerc du conseil boyard.
- Pimène (basse) - Un vieux moine. Il a été témoin du meurtre du tsarévitch Dmitri.
- Marina Mniszek (soprano) - Une ambitieuse princesse polonaise qui espère conquérir le trône de Russie en épousant le faux Dmitri.
- Rangoni (basse) - Une connaissance jésuite de Marina Mniszek.
- Varlaam (basse bouffe) - Un moine vagabond.
- Missaïl (ténor) - Un moine vagabond.
- L’aubergiste (mezzo-soprano) - La gardienne d’une auberge de province située près de la frontière lituanienne.
- Krouchtchev (ténor) - Un boyard.
- Lavitski (basse) - Jésuite.
- Tchernikovski (basse) - Jésuite
- Peuple, pèlerins, boyards, gardes, moines, vagabonds, enfants - chœur mixte

### Analyse de Victor Korchikov
Le critique musical Victor Korchikov (1983 – 2006 ; beau-fils – fils de l'épouse – du caricaturiste russe Vitaliy Peskov) a analysé l'opéra du point de vue des portraits psychologiques des personnages. Cet opéra est une œuvre réaliste et Moussorgski a attiré l'attention sur les portraits psychologiques de ses personnages.
Victor Korchikov voit la tragédie principale de Boris Godounov dans l'incompréhension réciproque du tsar Boris et du peuple. Et cette tragédie conduit à la tragédie de la perte de la puissance et de la mort. Il a écrit à propos de l’opéra : « Le compositeur lui-même définissait Boris Godounov non comme un opéra, mais comme un « drame musical populaire ». C'est le peuple lui-même qui apparaît comme le principal protagoniste de l'opéra. Traditionnellement, on considère que Boris souffre de la mort de Dimitri. En fait, l'aspect tragique de toute l'œuvre réside dans l'incompréhension entre deux forces involontairement opposées - le peuple et le tsar. Godounov ne se considère pas comme supérieur au peuple - ce trait est plus caractéristique de Chouïski (c'est la suite qui fait le roi). Dans le premier tableau le peuple ne sait même pas qui il invite à prendre le trône... Il ne s'en soucie pas. Boris souhaite avant tout faire quelque chose pour le peuple. Ainsi dans la version originale de l'opéra de 1869 les paroles de Boris dans le monologue « J'ai atteint le pouvoir suprême » sont-elles : « Je pensais apporter la paix à mon peuple dans la prospérité et la gloire, obtenir son amour par des libéralités ! ». Mais comme déjà noté, le peuple ne peut pas aimer le roi. »
Ensuite, le critique écrit à propos de Grigori : « Grigori n'est pas un caractère négatif, il est à la recherche de la vérité. Il sait que Boris est un tueur (il a tué le prince Dimitri pour monter sur le trône), et veut renverser le criminel ».
Le prince Vassili Chouïski est le personnage négatif. Il est sournois et rusé. Il se réjouit de toutes les intrigues pour prendre le trône.
L'image de Marina dépend de l'inclusion dans le spectacle de la scène de ses conversations avec Rangoni. Si cette scène est présente dans le spectacle, Marina est victime de politiciens et d'intrigues. Si cette scène est absente, c'est elle-même qui est l'intrigante.

## Principaux airs et extraits
- Scène du couronnement : "Longue vie au tsar Boris Feodorovich!" (Le peuple)
- Monologue : "Mon âme est triste" (Boris)
- Aria : "Encore un dernier conte " (Pimène)
- Chant : "J'ai attrapé un canard " (Hôtesse, Varlaam, Missail)
- Chant : "Cela est arrivé dans la ville de Kazan" (Varlaam)
- Aria : "Où es-tu mon jeune époux" (Xenia)
- Chant : "Chant du moucheron" (Fiodor, la nourrice)
- Duo : "Un chant de ceci et cela" (Fiodor, la nourrice)
- Monologue : "J'ai atteint le pouvoir suprême" (Boris)
- Chant : "Chant du perroquet" (Fiodor)
- Scène du réveil (ou de l'hallucination) (Boris)
- Chorus : "Vers la Vistule" (jeunes filles)
- Aria : "Marina s'ennuie" (Marina)
- Polonaise (Marina, nobles polonais)
- Duo : "O Tsarevich, je t'implore" (Marina, Dmitri)
- Aria : "Adieu, mon fils, je meurs" (Boris)
- Chant : "Coulez, coulez, larmes amères!" (Iourodovi)

## Galerie

Décors au Théâtre du Capitole de Toulouse en 1968
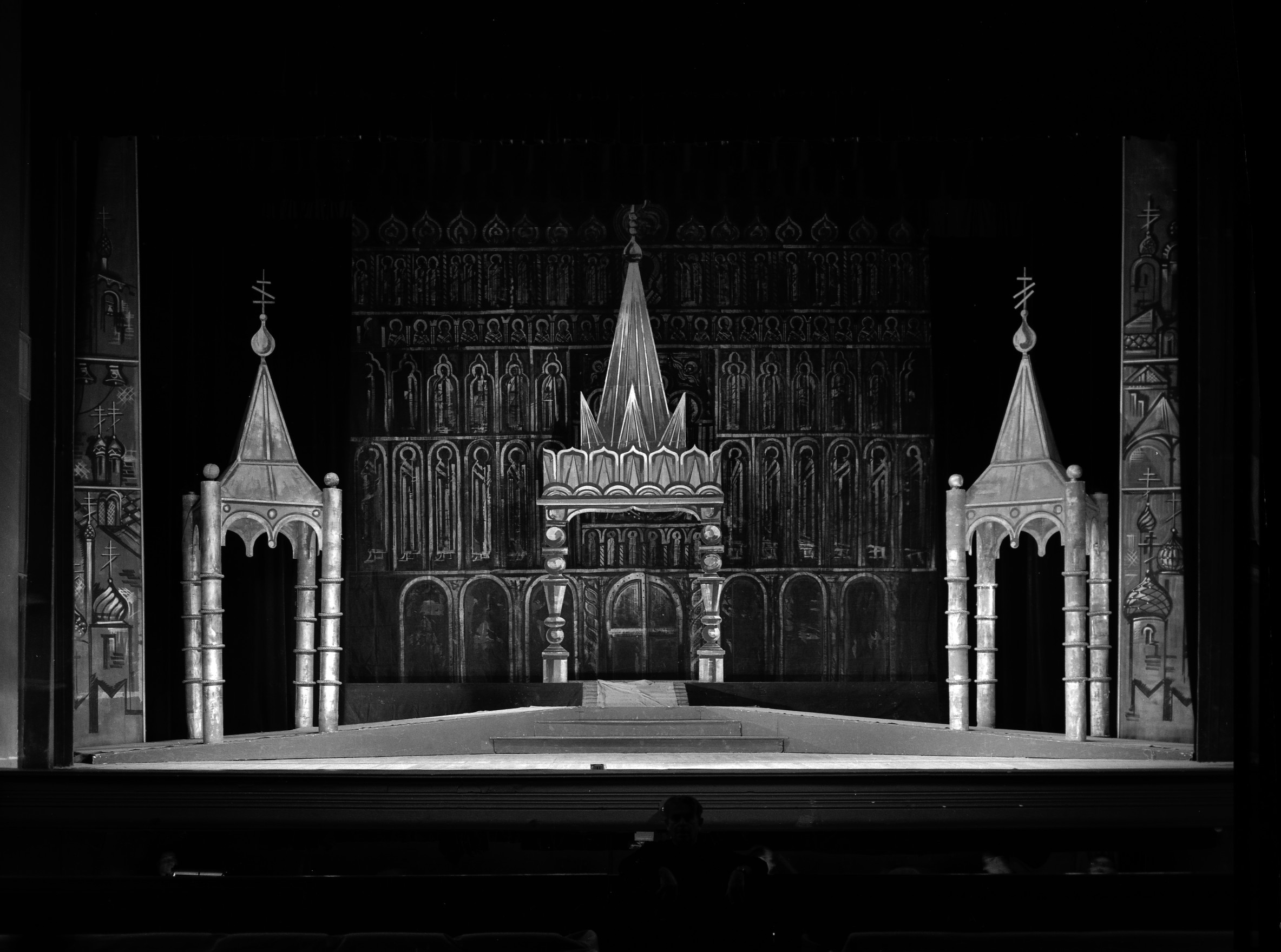
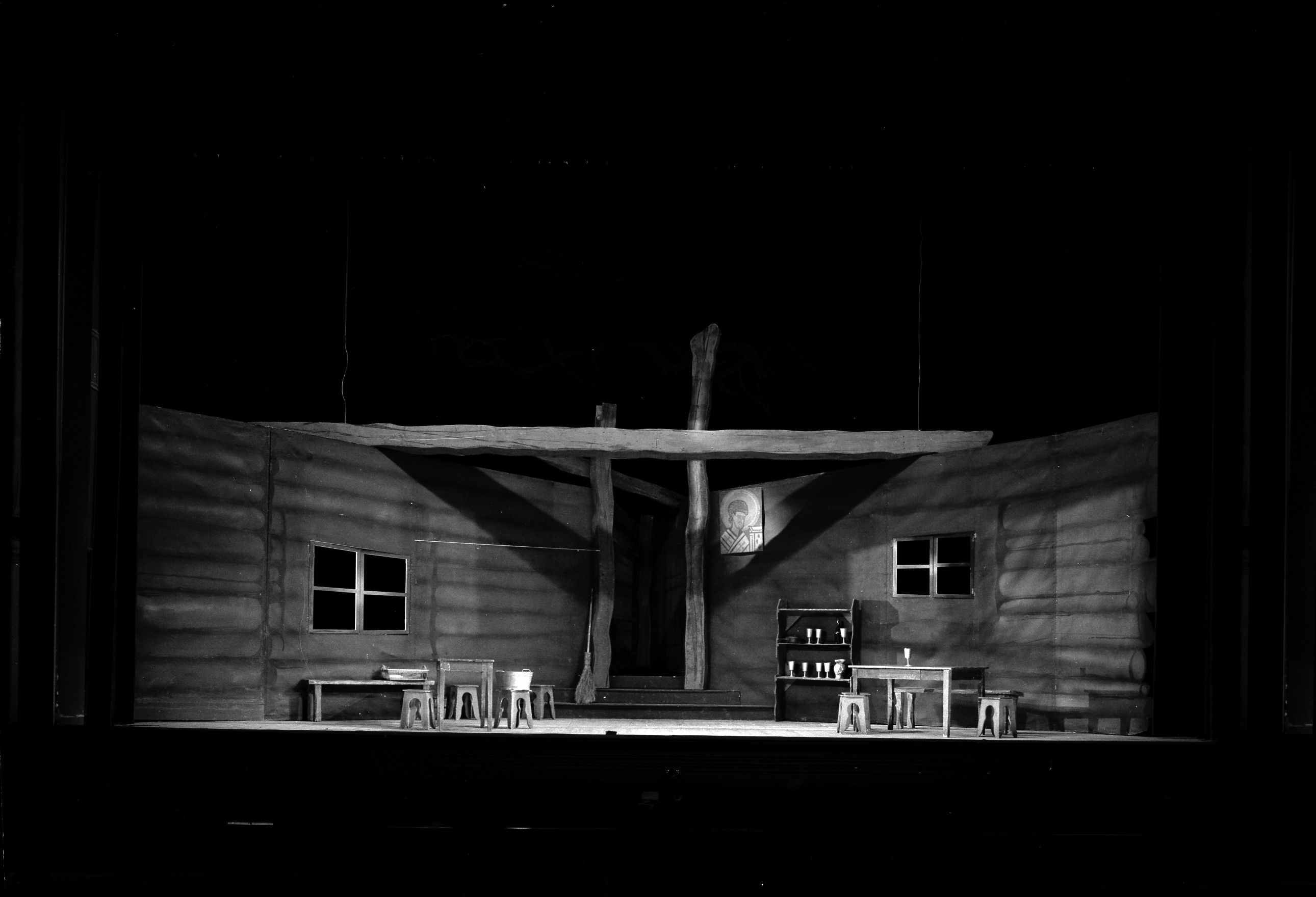
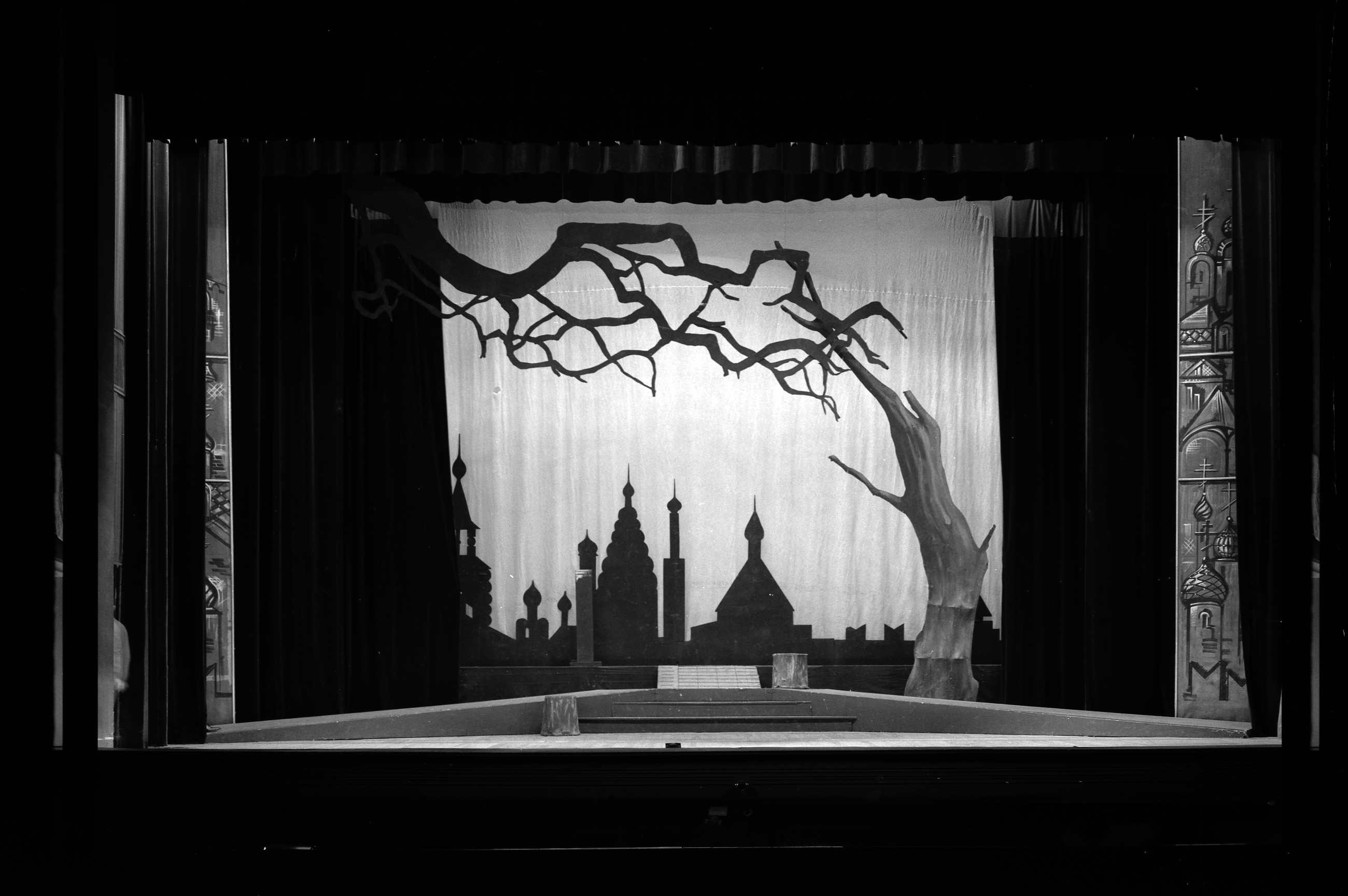
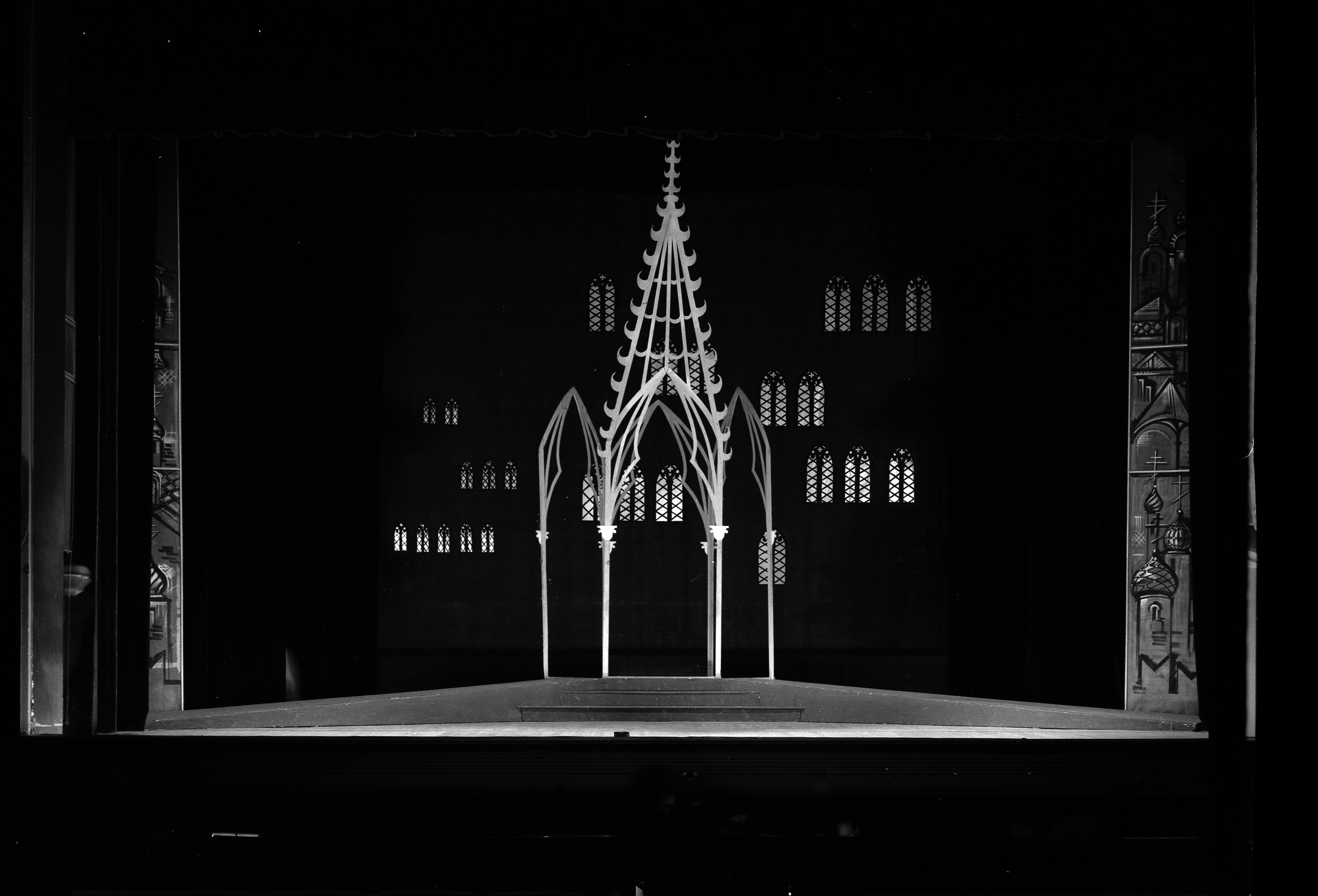
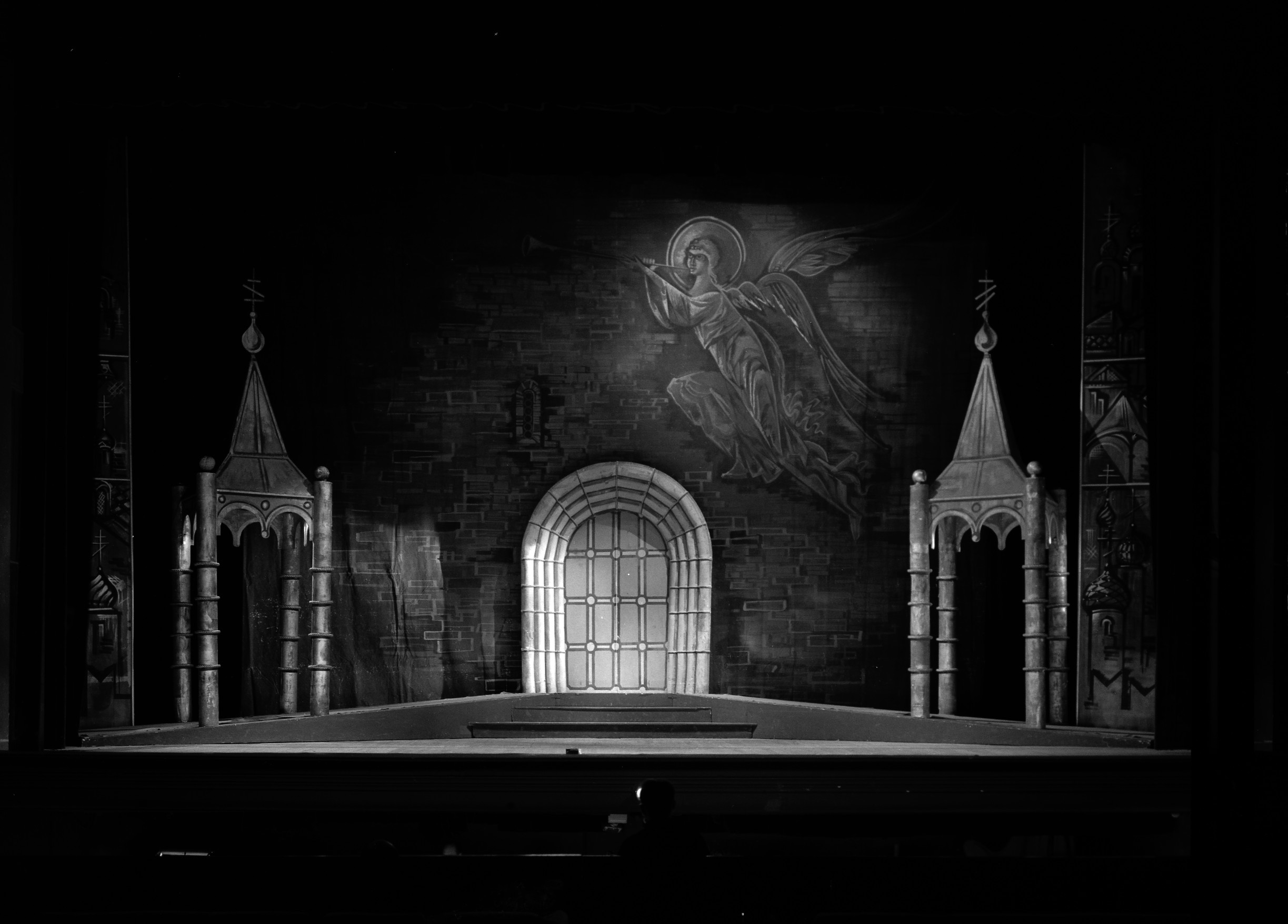
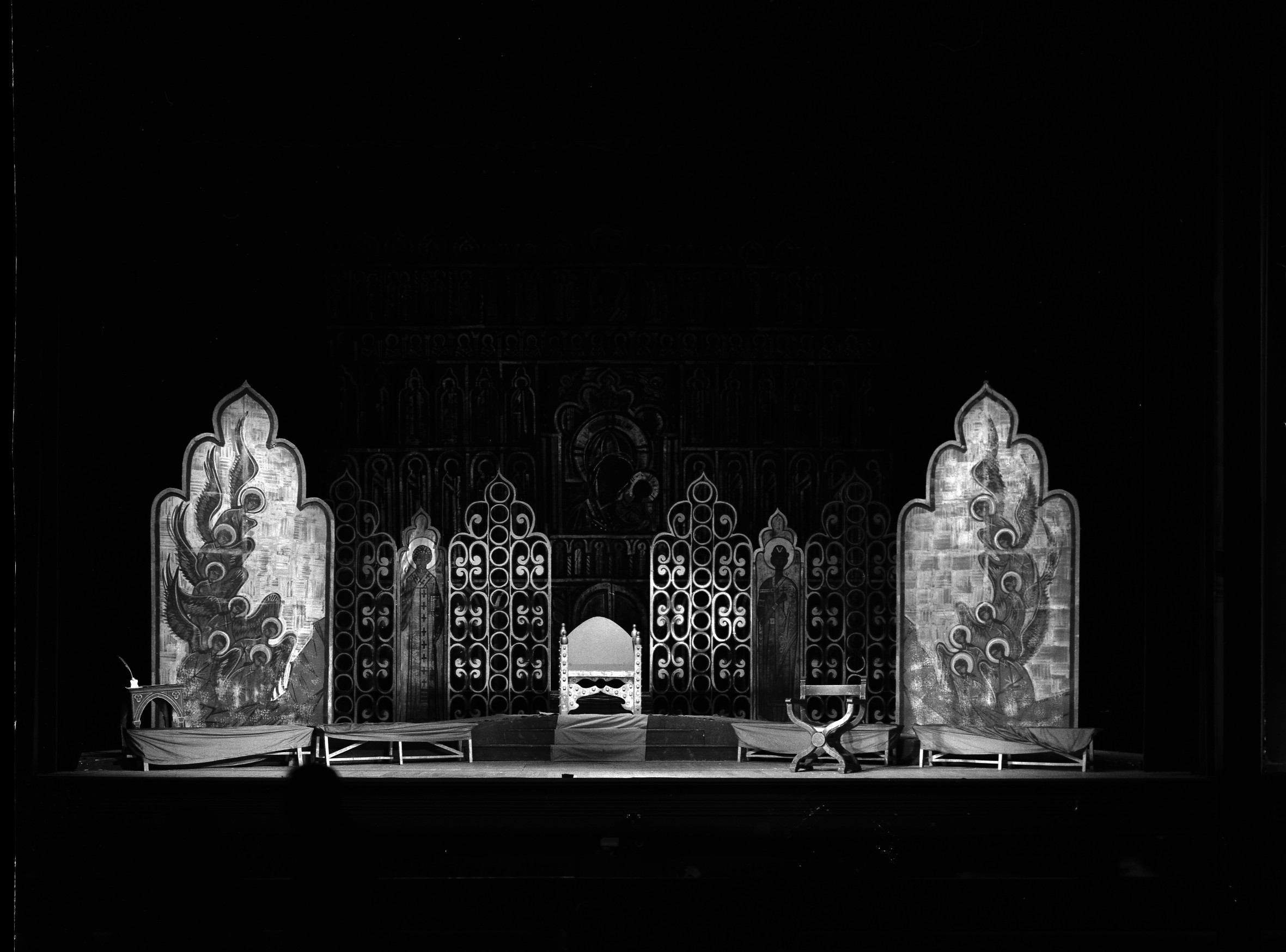
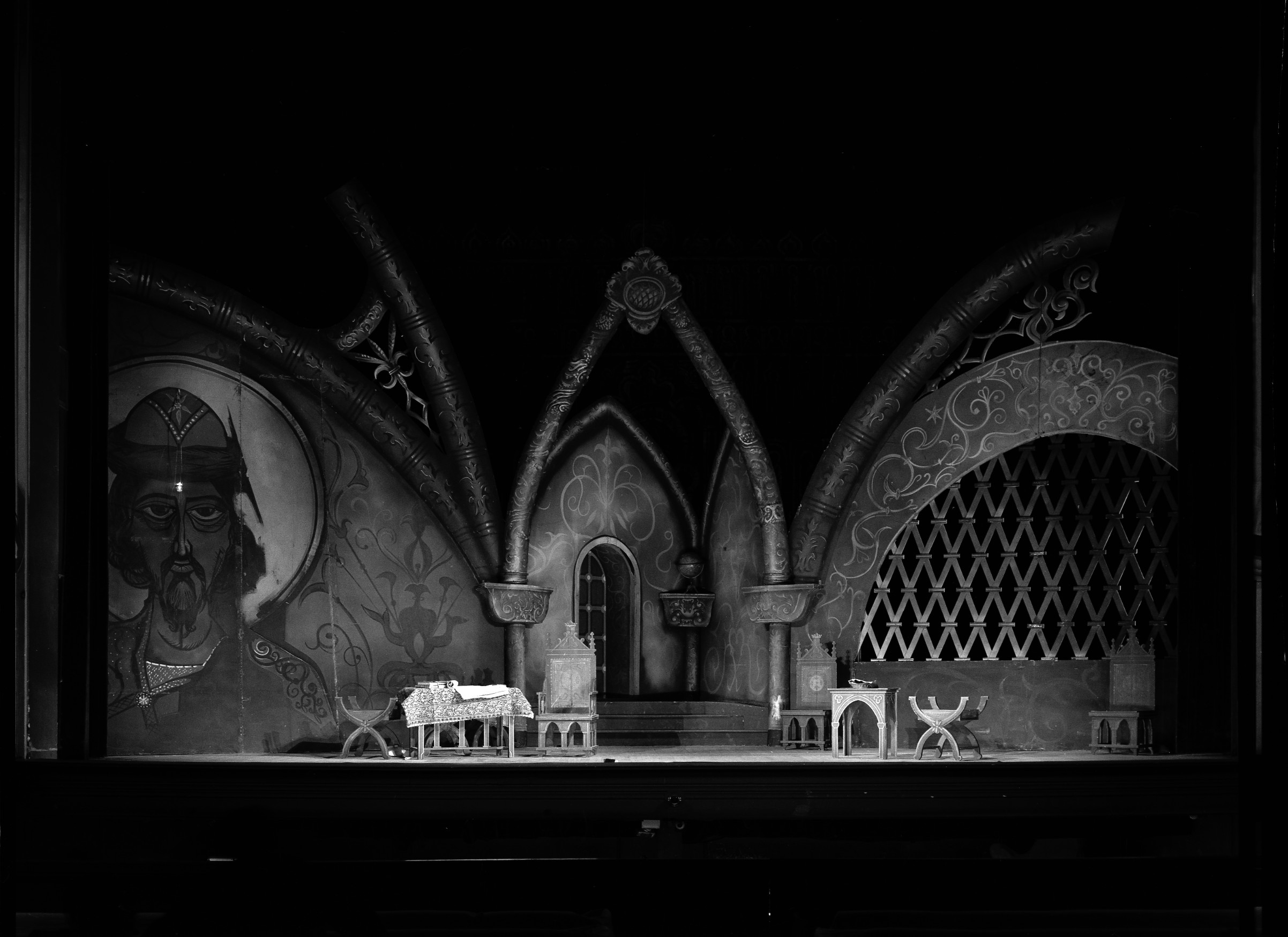
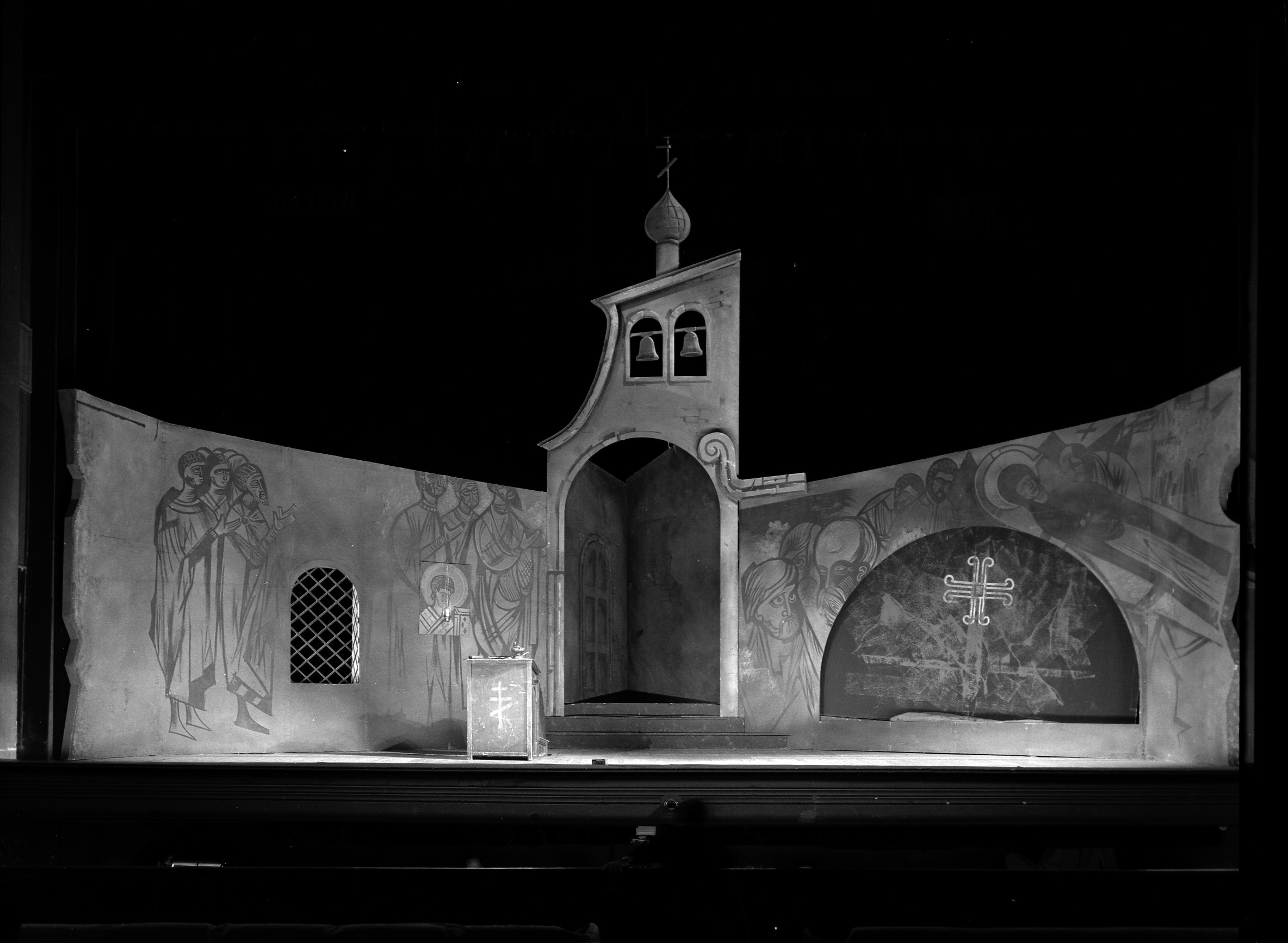

## Source
- (en) Cet article est partiellement ou en totalité issu de l’article de Wikipédia en anglais intitulé « Boris Godunov (opera) » (voir la liste des auteurs).